# 万福麟公馆旧址
万福麟公馆为奉系军阀将领，原中华民国陆军二级上将万福麟在沈阳的官邸，其旧址位于辽宁省沈阳市和平区和平北大街17号。目前，万福麟公馆旧址被列为辽宁省文物保护单位进行保护。

## 历史沿革
目前，万福麟公馆为中国国民党革命委员会辽宁省委员会使用。

## 建筑
万福麟公馆始建于1920年，占地面积2960平方米，建筑面积727平方米。公馆建筑为仿巴洛克式建筑，主体共二层，钢筋混凝土结构。外部为白灰色水泥罩面。